# Zlatá Baňa
Zlatá Baňa és un poble i municipi d'Eslovàquia. Es troba a la regió de Prešov, al nord del país.

## Història
La primera referència escrita de la vila data del 1550.

## Demografia
| Godina             | 1994 | 2004   | 2014   | 2024   |
| ------------------ | ---- | ------ | ------ | ------ |
| Nombre de persones | 406  | 416    | 451    | 431    |
| Diferència         |      | +2,46% | +8,41% | −4,43% |

| Godina             | 2023 | 2024   |
| ------------------ | ---- | ------ |
| Nombre de persones | 445  | 431    |
| Diferència         |      | −3,14% |